# 북극 부근의 별자리

북극성(중심 오렌지색)과 별자리의 회전(노란색-카시오페아,빨간색-북두칠성,초록색-케페우스)

북극 부근의 별자리는 일반적으로 연중 북반구의 밤하늘에서 쉽게 찾아볼 수 있는 별자리들을 의미한다.
"북쪽 하늘의 별자리" 라고도 불리며  북반구의 별자리의 중심을 이룬다.
북쪽 하늘의 별자리들은 남십자자리과 함께 고대로부터 시간 또는 항해 경로나 위치를 상대적으로 파악하는데 곧잘 사용되었다.

## 작은곰자리
북극을 점유하고 있는 작은곰자리의 α별이 북극성 폴라리스이다. 이 별은 2.0등, F7형의 약간 노란빛을 띤 별로, 주기가 불규칙한 분광 연성이다. 작은곰자리는 폴라리스를 맨 끝으로 하여, 북두칠성과 방향이 반대인 작은 국자 모양을 이루고 있다. 큰곰자리와 함께 1년 내내 북반구에서 볼 수 있다. 겨울에는 작은곰자리가 큰곰자리의 왼쪽에 있다. 작은 곰의 꼬리는 위로 향해 있고, 큰곰은 반대로 아래를 향하고 있다. 여름에는 이들 별자리의 위치는 반대가 된다. 작은곰자리에서 북극성이 있어 작은 국자의 손잡이 끝을 이루고 있다.

## 큰곰자리

큰곰자리와 북극성

긴 대가 있는 국자모양을 이루는 별들이 있어 큰 국자라고 하며 동아시아에서는 북두칠성이라고 한다. 알파별인 두브헤와 베타별인 메라크가 북두칠성의 앞부분을 이루며 이들의 연장선상에서 북극성을 가리키고 있다. 컵 모양을 이루는 알파별과 베타별 등 네 별이 큰곰자리의 뒷부분이 된다. 손잡이 쪽에 있는 세 별은 꼬리를 이루고, 다른 어두운 별들은 머리와 다리 부분을 이룬다. 손잡이의 휘어진 부분에 있는 제타별인 미자르는 쌍성이다.

## 카시오페아

카시오페아와 북극성

카시오페아는 'W'자의 형태를 하고 있어 북반구 중위도 이상에서는 대부분의 밤하늘에 항상 떠 있고 쉽게 찾을 수 있어서 북극성을 찾는 데에 이용되기도 한다. 입실론과 델타별의 연장선 그리고 알파와 베타별의 연장선이 만나는 점을 감마별에 이어 직선으로 나아가면 북극성을 만나게 된다.

## 세페우스자리
용자리와 기린자리 사이에 있는 케페우스(Cepeus)자리의 표지는 3등성 5개가 형성하는 오각형이다. δ별은 3.5등에서 4.4등까지 사이를 5.366일로 변광하는 별로, 독특한 변광 곡선을 갖고 있으며 맥동(脈動) 변광성의 대표라고 할 수 있다. 일반적으로 이런 종류의 변광성을 세파이드라고 부르는 것은 그 때문이다.

## 용자리와 기린자리
작은곰자리와 큰곰자리 사이를 가르며 길다란 용자리가 뻗어 있다. 밝은 별은 없지만 성도(星圖)를 대조하면서 그 긴 몸을 찾아보는 것은 매우 쉬운 일이다. 기린자리는 북극을 사이에 두고 용자리와 정반대쪽에 있는 커다란 별자리로, 어두운 별만 있기 때문에 실제로는 식별하기가 무척 어렵다.

## 회전
지구의 자전은 1회에 24시간이 주어지므로 1시간마다 15º씩 주변의 별자리들은 북극성을 기점으로 회전한다.
이러한 지구의 자전운동과  북극성을 중심으로하는 별자리의 회전경로는 지구의 세차운동을 관찰할 수 있게 한다.

## 같이 보기
- 별자리
- 봄철의 별자리
- 여름철의 별자리
- 가을철의 별자리
- 겨울철의 별자리
- 남극 부근의 별자리